# Ковельский прорыв (1920)
Ковельский прорыв или Рейд на Ковель (польск. Zagon na Kowel) — военная операция польской армии, в том числе рейд моторизованных войск, во время Советско-польской войны, проведённая 10—13 сентября 1920 года.

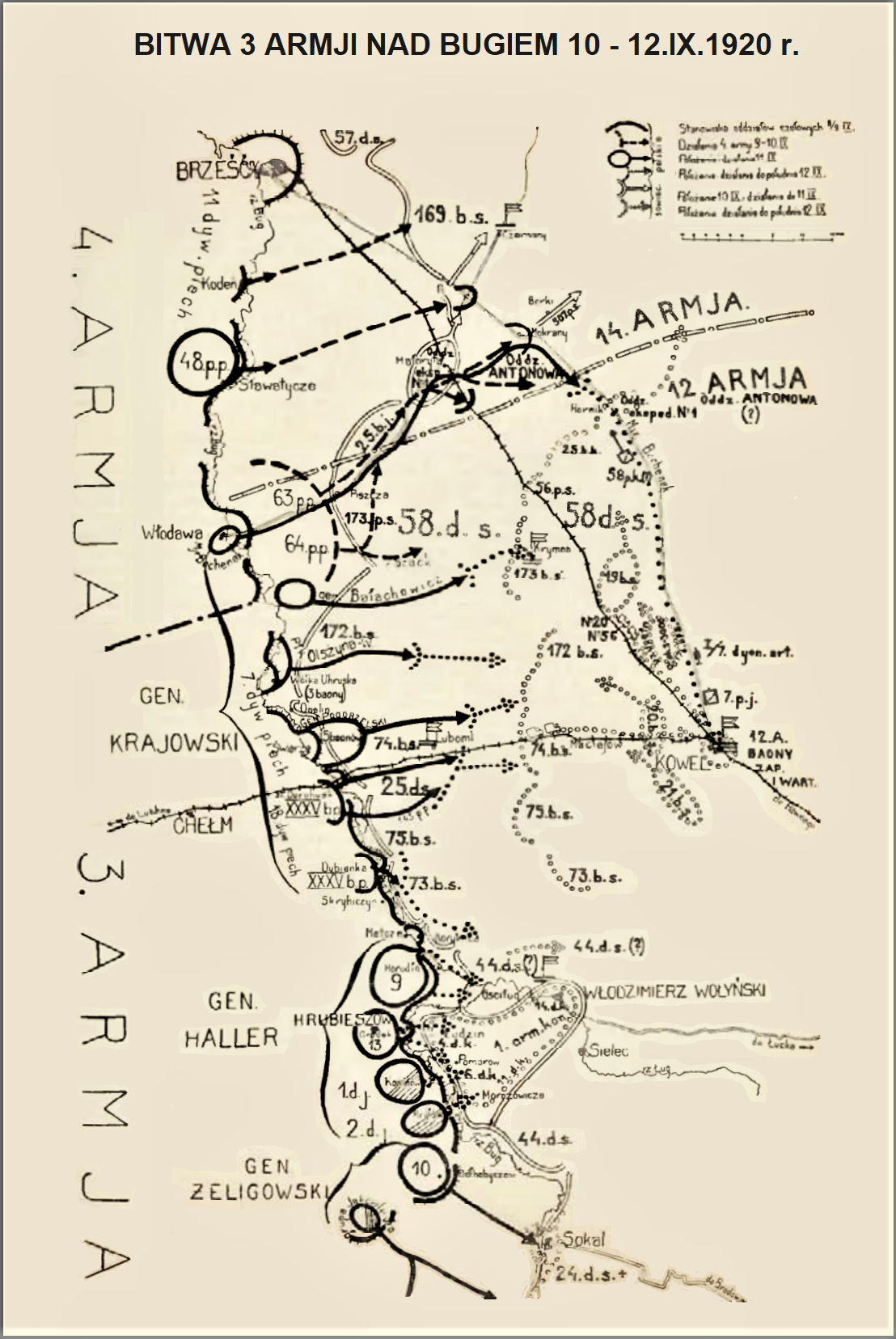
Карта хода операции

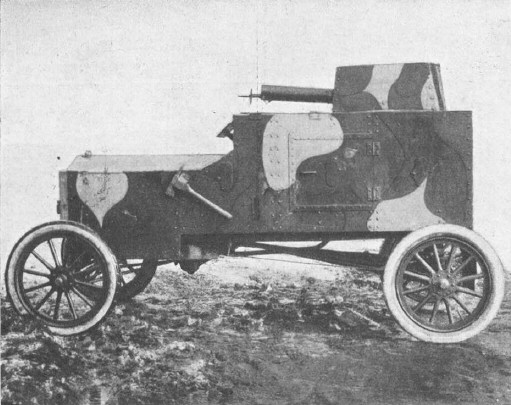
Броневик на базе Форда FT-B

После победоносного сражения под Варшавой в середине августа 1920 года польская армия начала преследование отступающих советских войск и вышла к реке Западный Буг. В первых числах сентября в операциях был сделан кратковременный перерыв с целью реорганизации сил.

## План операции
С целью дальнейшего наступления польским командованием был предложен следующий план действий 3-й армии генерала В. Сикорского: южная группа генерала Ю. Галлера, состоявшая из двух пехотных дивизий и одного кавалерийского корпуса, имела задачу захватить Луцк, оттесняя противника в направлении Сарны (район Полесских болот). Это действие должно было быть синхронным с наступлением группы генерала Краевского (18-я и 7-я пехотные дивизии) на Ковель. Целью генерала Краевского был прорыв фронта 12-й армии РККА, которая только начинала перегруппировку своих сил для подготовки к наступлению в западном направлении, намеченному советским командованием на 12 сентября.
Ввиду того, что операции охватывали большие территории, и чтобы застать врасплох противника, готовившегося к наступлению, главнокомандующий Юзеф Пилсудский решил провести фланговый рейд моторизованных сил с целью захвата в Ковеле железнодорожного подвижного состава, что позволило бы в дальнейшем быстро действовать по железнодорожным линиям с русской колеёй. Чтобы приблизить рейд к своей базе действий, главнокомандующий приказал 4-й армии 9 сентября провести наступление левым флангом на Малорита — Мокраны и прорвать фронт между 12-й и 4-й советскими армиями, маневр, который привел к взятию Мокран 11 сентября.

## Ход операции
10 сентября началось наступление группы генерала Краевского на главном направлении вдоль автодорожной и железнодорожной линии Дорохуск — Любомль — Луков — Ковель. 11 сентября при небольшом сопротивлении со стороны противника группа Галлера также форсировала Западный Буг севернее Грубешува и двинулась к Луцку.  Командующий 12-й армией Н. Н Кузьмин, несмотря на то, что контакт с 4-й советской армией был прорван польским наступлением в районе Малорита — Мокраны, считал действия поляков на этом направлении чисто демонстрационными и полностью пренебрег дорогой на Брест, направив свои последние резервы — одну пехотную дивизию — против района прорыва.

## Рейд моторизованной группы
11 сентября, в 10 часов утра, моторизованная группа майора Владислава Бохенека двинулась из Влодавы по дороге на Малориту. Вечером того же дня она достигла Мокран, к этому времени занятых поляками, пройдя 65 км. В час ночи 12-го числа колонна возобновила свой марш, и 2 часа ночи голова колонны ворвалась в деревню Горники, где после непродолжительного боя полякам удалось захватить две пушки. В Ратно, красноармейцы открыли сильный огонь, а затем, отступая, подожгли мост, но отряд майора Бохенека на большой скорости пересек горящий переезд. В Буцине, за 25 километров от Ковеля, противник пытался остановить наступающую колонну, обстреливая ее из артиллерийских орудий, установленных на дороге впереди. Снаряды, из-за нервозности артиллеристов, падали далеко от броневиков, и через несколько минут машины авангарда рассеяли противника.
В 15.00 авангард моторизованной группы вошёл в Ковель. Эффект от внезапного появления на улицах города броневиков, стрелявших со все стороны деморализовал советские войска, которые в беспорядке стали покидать город. Командующий 12-й армией скрылся на автомобиле. Тем временем батареи главных сил вели артиллерийский бой с тремя бронепоездами, прорвавшихся со стороны Бреста и Хелма в Ковель, и нанесли серьезные повреждения одному из бронепоездов. Остальные 2 поезда были вынуждены отступить. К концу артиллерийского боя с бронепоездами командир группы майор Бохенек получил донесение о взятии авангардом железнодорожной станции Ковель и бегстве противника. Колонна главных сил вошла в город в 4 часа дня. Пехота совместно с артиллерией, усиленной захваченными советскими орудиями, заняла позиции к востоку и западу от Ковеля, и стала дожидаться подхода сил группы генерала Краевского. Всю ночь броневики патрулировали близлежащие дороги.

## Результаты
13 сентября, в 10 часов, авангард 7-й и 18-й польских пехотных дивизий, которые вели бои с противником весь предыдущий день, вошёл в Ковель. В результате в руки поляков попали 2 бронепоезда, 36 орудий, 3 самолета и 12 автомобилей, несколько сотен железнодорожных вагонов, груженных большим количеством военных материалов.
Захватив Ковель, польские войска начали расширять прорыв между внутренними флангами 4-й и 12-й армий, особенно оказывая давление на те ее части, которые были расположены к югу от Ковеля в районе Владимира-Волынского, и 14 сентября заняли последний.